# Dmitri Viazmikine
Pour les articles homonymes, voir Viazmikine.
Dmitri Vladimirovitch Viazmikine (en russe : Дмитрий Владимирович Вязьмикин) (né le 27 septembre 1972 à Vladimir en URSS) est un joueur de football russe.
Principalement connu pour avoir terminé meilleur buteur du championnat de Russie en 2001 avec le Torpedo Moscou, il est également une grande figure du Torpedo Vladimir pour qui il a disputé 326 matchs et inscrit 160 buts au cours de sa carrière, faisant de lui le meilleur buteur de l'histoire du club.

## Biographie
Natif de Vladimir, Dmitri Viazmikine y effectue sa formation de footballeur et intègre en 1992 l'équipe locale du Torpedo Vladimir, qui évolue en deuxième division russe. Il s'y impose comme titulaire dès l'année suivante et dispute en tout 99 matchs pour 41 buts marqués lors de ses premières saisons entre 1992 et 1994. Après la relégation du club à l'issue de cette dernière année, il passe par le Sokol Saratov en 1995 puis le Gazovik-Gazprom Ijevsk en 1996 avant de découvrir la première division en 1997 sous les couleurs du Chinnik Iaroslavl. Effectuant deux saisons au club, il y joue 62 matchs pour cinq buts inscrits, effectuant notamment ses débuts européens en participant à la Coupe Intertoto 1998, avant de rejoindre le Lokomotiv Nijni Novgorod où il dispute la saison 1999.
À l'an 2000, il rallie la capitale fédérale Moscou en signant en faveur du Torpedo Moscou. Sa première saison le voit marquer huit buts tandis que son équipe termine troisième du championnat. Il connaît ensuite une année 2001 exceptionnelle durant laquelle il est buteur à dix-sept en championnat et termine meilleur buteur de la compétition, bien que le Torpedo ne termine cette fois que quatrième. Il quitte par la suite le club et passe un an et demi à l'Ouralan Elista entre 2002 et l'été 2003 avant de terminer cette dernière année au Spartak-Alania Vladikavkaz où il joue trois matchs durant la fin de saison 2003.
Après ce dernier exercice, Viazmikine quitte définitivement la première division en 2004, à l'âge de 32 ans, pour faire son retour dans sa ville natale en retrouvant le Torpedo Vladimir, qui évolue alors au troisième échelon. Sa première année le voit inscrire 25 buts, ce qui lui permet de finir meilleur buteur du groupe Ouest. Il reste par la suite un buteur régulier et fidèle, disputant pas moins de sept saisons avec le club entre 2004 et 2010, accumulant 118 buts marqués en 223 matchs. Finissant à nouveau meilleur buteur de la zone Ouest en 2009, il est dans la foulée élu meilleur joueur de l'histoire du Torpedo par les supporters du club à l'occasion des 50 ans de sa fondation. Après avoir aidé l'équipe à la promotion à l'issue de la saison 2010, il s'en va brièvement au Spartak Kostroma où il dispute l'exercice 2011-2012 avant de revenir une dernière fois au Torpedo, entre-temps rétrogradé en quatrième échelon pour des raisons financières, avant de mettre un terme à sa carrière en 2012 à l'âge de 40 ans.
Dans la foulée de sa fin de carrière, il reste dans l'organigramme du Torpedo Vladimir où il occupe dans un premier temps le poste d'entraîneur adjoint pour le reste de l'année 2012 avant de devenir directeur sportif au sein à partir de 2013. En juin 2018, il prend le poste d'entraîneur principal de l'équipe première, qu'il occupe pendant trois ans avant de s'en aller après la fin de son contrat au terme de la saison 2020-2021.

## Statistiques
| Saison                | Club                       | Championnat           | Championnat | Championnat | Coupe(s) nationale(s) | Coupe(s) nationale(s) | Compétition(s) continentale(s) | Compétition(s) continentale(s) | Compétition(s) continentale(s) | Total | Total |
| Saison                | Club                       | Division              | M.          | B.          | M.                    | B.                    | Comp.                          | M.                             | B.                             | M.    | B.    |
| 1992                  | Torpedo Vladimir           | D2                    | 19          | 3           | 1                     | 0                     | -                              | -                              | -                              | 20    | 3     |
| 1993                  | Torpedo Vladimir           | D2                    | 40          | 14          | 2                     | 0                     | -                              | -                              | -                              | 42    | 14    |
| 1994                  | Torpedo Vladimir           | D2                    | 37          | 24          | -                     | -                     | -                              | -                              | -                              | 37    | 24    |
| Sous-total            | Sous-total                 | Sous-total            | 96          | 41          | 3                     | 0                     | -                              | -                              | -                              | 99    | 41    |
| 1995                  | Sokol Saratov              | D2                    | 40          | 10          | 1                     | 0                     | -                              | -                              | -                              | 41    | 10    |
| 1996                  | Sokol Saratov              | D2                    | 17          | 8           | 1                     | 0                     | -                              | -                              | -                              | 18    | 8     |
| 1996                  | Gazovik-Gazprom Ijevsk     | D2                    | 17          | 6           | -                     | -                     | -                              | -                              | -                              | 17    | 6     |
| 1997                  | Chinnik Iaroslavl          | D1                    | 34          | 2           | 2                     | 0                     | -                              | -                              | -                              | 36    | 2     |
| 1998                  | Chinnik Iaroslavl          | D1                    | 22          | 2           | -                     | -                     | CI                             | 4                              | 1                              | 26    | 3     |
| 1999                  | Lokomotiv Nijni Novgorod   | D1                    | 28          | 5           | 1                     | 0                     | -                              | -                              | -                              | 29    | 5     |
| 2000                  | Torpedo Moscou             | D1                    | 27          | 8           | 2                     | 0                     | C3                             | 2                              | 0                              | 31    | 8     |
| 2001                  | Torpedo Moscou             | D1                    | 29          | 17          | 2                     | 0                     | C3                             | 2                              | 2                              | 33    | 19    |
| 2002                  | Ouralan Elista             | D1                    | 24          | 1           | 2                     | 1                     | -                              | -                              | -                              | 26    | 2     |
| 2003                  | Ouralan Elista             | D1                    | 7           | 0           | 2                     | 1                     | -                              | -                              | -                              | 9     | 1     |
| 2003                  | Spartak-Alania Vladikavkaz | D1                    | 3           | 0           | -                     | -                     | -                              | -                              | -                              | 3     | 0     |
| Sous-total            | Sous-total                 | Sous-total            | 248         | 59          | 13                    | 2                     | -                              | 8                              | 3                              | 269   | 64    |
| 2004                  | Torpedo Vladimir           | D3                    | 28          | 25          | 1                     | 0                     | -                              | -                              | -                              | 29    | 25    |
| 2005                  | Torpedo Vladimir           | D3                    | 26          | 10          | 5                     | 3                     | -                              | -                              | -                              | 31    | 13    |
| 2006                  | Torpedo Vladimir           | D3                    | 32          | 18          | 4                     | 3                     | -                              | -                              | -                              | 36    | 21    |
| 2007                  | Torpedo Vladimir           | D3                    | 20          | 7           | 1                     | 0                     | -                              | -                              | -                              | 21    | 7     |
| 2008                  | Torpedo Vladimir           | D3                    | 27          | 12          | 5                     | 4                     | -                              | -                              | -                              | 32    | 16    |
| 2009                  | Torpedo Vladimir           | D3                    | 34          | 15          | 3                     | 1                     | -                              | -                              | -                              | 37    | 16    |
| 2010                  | Torpedo Vladimir           | D3                    | 31          | 18          | 3                     | 2                     | -                              | -                              | -                              | 34    | 20    |
| Sous-total            | Sous-total                 | Sous-total            | 198         | 105         | 25                    | 13                    | -                              | -                              | -                              | 223   | 118   |
| 2011-2012             | Spartak Kostroma           | D3                    | 33          | 7           | 3                     | 0                     | -                              | -                              | -                              | 36    | 7     |
| 2012                  | Torpedo Vladimir           | D4                    | 4           | 1           | -                     | -                     | -                              | -                              | -                              | 4     | 1     |
| Sous-total            | Sous-total                 | Sous-total            | 37          | 8           | 3                     | 0                     | -                              | -                              | -                              | 40    | 8     |
| Total sur la carrière | Total sur la carrière      | Total sur la carrière | 579         | 213         | 44                    | 15                    | -                              | 8                              | 3                              | 631   | 231   |

## Palmarès
- Meilleur buteur du championnat de Russie en 2001 (18 buts).
- Meilleur buteur de la zone Ouest du championnat de Russie D3 en 2004[4] et 2009[5].
- Meilleur joueur de la zone Ouest du championnat de Russie D3 en 2004[4], 2009[5] et 2010.